# Davoud Pahlavi
Davoud Pahlavi (en persan : داوود پهلوی ; en français : David), né le 7 octobre 1972 à Saint-Gall (Suisse), est un prince iranien membre de la dynastie Pahlavi. Il est considéré comme un potentiel héritier présomptif au trône impérial d'Iran. 

## Famille
Il est le fils aîné,, du prince Ali Patrick Pahlavi (né le 1er septembre 1947) et de Sonja Lauman (née en 1951). Il est le petit-neveu du dernier chah d’Iran Mohammad Reza Pahlavi et le petit-cousin germain de l’actuel chef de la famille impériale d’Iran, le prince Reza Pahlavi. 
Le prince Davoud Pahlavi a épousé en 1998 Lucilia Da Fonseca. Ils ont divorcé en 2016. Le couple a eu deux enfants :
- la princesse Solvène Pahlavi (née le 13 décembre 2003 à Genève) ;
- la princesse Elsa Pahlavi (née le 10 juillet 2007 à Genève).